# Gorszky Tivadar
Gorszky Tivadar (Budapest, 1883. október 24. – Budapest XVI., 1957. március 22.) válogatott labdarúgó, fedezet, majd játékvezető. Polgári foglalkozása betűszedő.

## Családja
Gorszky Jakab és Strba Veronika fiaként született. 1907. november 17-én Budapesten, a Józsefvárosban feleségül vette Schlesinger Margitot.

## Pályafutása

### Klubcsapatban
A Ferencvárosban összesen 180 mérkőzésen szerepelt (99 bajnoki, 43 nemzetközi, 38 hazai díjmérkőzés) és 14 gólt szerzett (4 bajnoki, 10 egyéb). 1910-ben tüdőbetegsége miatt kénytelen volt befejezni az aktív labdarúgást.

### A válogatottban
1903 és 1910 között 14 alkalommal szerepelt a válogatottban és 1 gólt szerzett.
Játékvezetőként
NB. I-es mérkőzések száma: 11. Első NB. I-es mérkőzés: 1911. szeptember 8. (MAC - BTC), utolsó mérkőzés 1914. április 5. (Törekvés - MTK)

## Sikerei, díjai
- Magyar bajnokság
  - bajnok: 1903. 1905, 1906–07, 1908–09, 1909–10
  - 2.: 1902, 1904, 1907–08
- Ezüstlabda
  - győztes: 1903, 1904, 1906, 1908, 1909
- Challenge Cup
  - győztes: 1909

## Statisztika

### Mérkőzései a válogatottban
| Magyarország | Magyarország      | Magyarország                  | Magyarország | Magyarország | Magyarország | Magyarország | Magyarország | Magyarország |
| #            | Dátum             | Helyszín                      | Hazai        | Eredmény     | Vendég       | Kiírás       | Gólok        | Esemény      |
| ------------ | ----------------- | ----------------------------- | ------------ | ------------ | ------------ | ------------ | ------------ | ------------ |
| 1.           | 1903. április 5.  | Budapest, Millenáris-pálya    | Magyarország | 2 – 1        | Csehország   | barátságos   | -            |              |
| 2.           | 1903. június 11.  | Budapest, Margitszigeti pálya | Magyarország | 3 – 2        | Ausztria     | barátságos   | -            |              |
| 3.           | 1904. június 2.   | Budapest, Millenáris-pálya    | Magyarország | 3 – 0        | Ausztria     | barátságos   | -            |              |
| 4.           | 1906. április 1.  | Budapest, Millenáris-pálya    | Magyarország | 1 – 1        | Csehország   | barátságos   | -            |              |
| 5.           | 1906. november 4. | Budapest, Millenáris-pálya    | Magyarország | 3 – 1        | Ausztria     | barátságos   | -            |              |
| 6.           | 1907. április 7.  | Budapest, Millenáris-pálya    | Magyarország | 5 – 2        | Csehország   | barátságos   | -            |              |
| 7.           | 1907. május 5.    | Bécs, Rapid-pálya             | Ausztria     | 3 – 1        | Magyarország | barátságos   | -            |              |
| 8.           | 1907. október 6.  | Prága, Slavia-stadion         | Csehország   | 5 – 3        | Magyarország | barátságos   | 1            | 4'           |
| 9.           | 1907. november 3. | Budapest, Millenáris-pálya    | Magyarország | 4 – 1        | Ausztria     | barátságos   | -            |              |
| 10.          | 1908. április 5.  | Budapest, Millenáris-pálya    | Magyarország | 5 – 2        | Csehország   | barátságos   | -            |              |
| 11.          | 1909. április 4.  | Budapest, Millenáris-pálya    | Magyarország | 3 – 3        | Németország  | barátságos   | -            |              |
| 12.          | 1909. november 7. | Budapest, Millenáris-pálya    | Magyarország | 2 – 2        | Ausztria     | barátságos   | -            |              |
| 13.          | 1910. május 1.    | Bécs, Hohe Warte              | Ausztria     | 2 – 1        | Magyarország | barátságos   | -            |              |
| 14.          | 1910. május 26.   | Budapest, Millenáris-pálya    | Magyarország | 6 – 1        | Olaszország  | barátságos   | -            |              |
|              | Összesen          |                               |              | 14           | mérkőzés     |              | 1            | gól          |